# جاذبه‌های گردشگری لیما

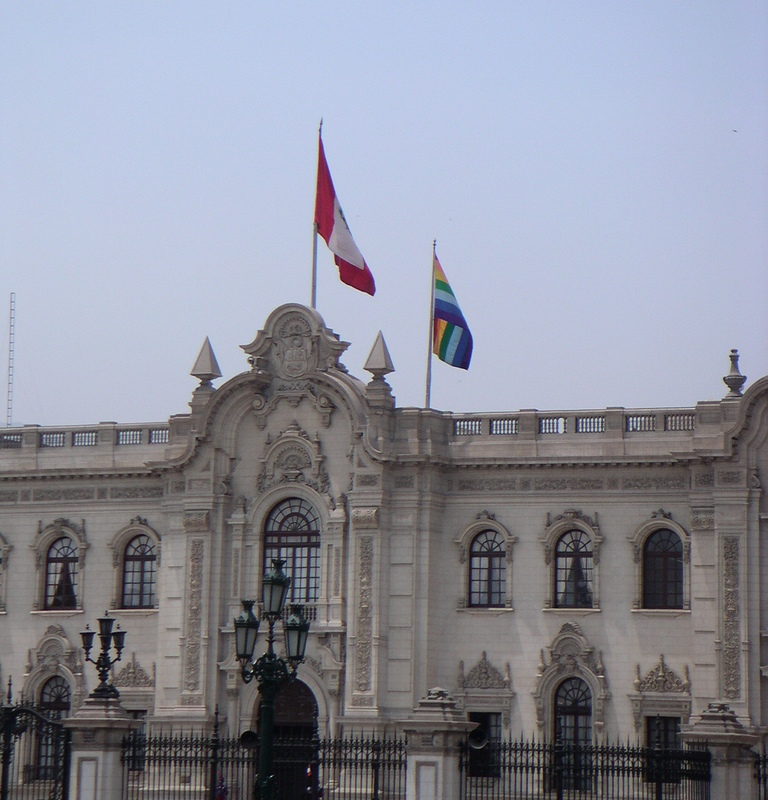
کاخ دولت (پرو)

مرکز لیما و بخش ریماک از سوی سازمان یونسکو، در سال ۱۹۸۸ به دلیل تعداد زیاد بناهای تاریخی با قدمت دوره استعماری اسپانیا، مکان میراث جهانی نامیده شد، که تعداد کمی از این بناها تاکنون باقی‌مانده‌اند. خصوصاً، میدان یادواره شهردار، با کلیسای بزرگ قرن شانزدهم و کاخ ریاست جمهوری، و سردابهای صومعه سان فرانچسکو در بین ناظرین آن‌ها مشهور است.
تعدادی از مقاطع دیوارهای شهر لیما را هنوز می‌توان دید. این نمونه‌های زیبا از استحکامات قرون وسطایی اسپانیا قبلاً برای دفاع از لیما در برابر حملات از سوی دزدان دریایی و دزدان| خرابکاران بکار می‌رفته‌است.
همچنین این شهر دارای موزه‌های نفیس، به ویژه موزه ملی انسان‌شناسی، باستان‌شناسی، و موزه باستانشناسی رافائل لارکو هررا، بوده که هر دو موزه در بخش پوبلو لیره قرار دارند.
برخی از سواحل کوچکی که طی ماه‌های تابستان به شدت مورد توجه و دیدار مردم قرار می‌گیرد در بخش جنوبی بزرگراه پان آمریکن واقع شده‌اند. معروفترین آن‌ها در بخش‌های سانتا ماریا دلمار، پونتا هرموزا، پونتا نگرا، سن بارتولو و پوکونزا قرار دارند. همچنین، بخش بلوک آنسیون| آنسیون در شمال شهر واقع شده و دارای یک تفرجگاه ساحلی بسیار مشهورمی باشد.
رستورانها، باشگاه‌ها و هتلهای متعددی در این مکان‌ها برای خدمت به ساحل روندگان افتتاح شده‌است. این سواحل در خود لیما برای شنا مناسب نیستند زیرا فاضلاب شهری به درون اقیانوس تخلیه می‌شود.

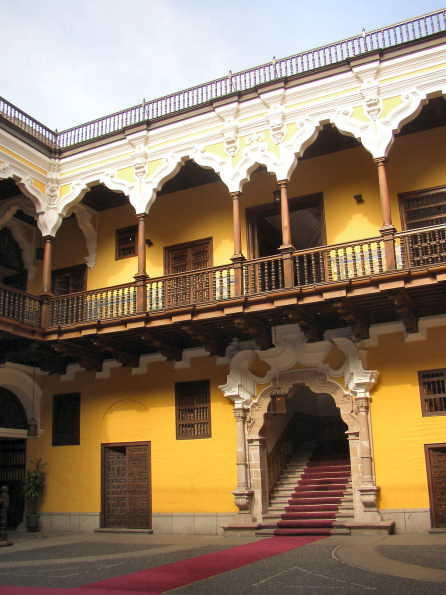
قصر توره تگل ، ساخته شده در سال ۱۷۳۵

بخش‌های حومه‌ای سیینگوئیلا و شهر چوزیکا (در بخش لوریگانچو) مناظر سبز جذابی را در فاصله‌ای نزدیک از شهر ایجاد می‌کنند. به دلیل ارتفاع آن‌ها (بالای ۵۰۰متر) خورشید حتی در طی زمستان نیز می‌درخشد و از این رو ساکنان لیما برای فرار از مه زمستانی از آنجاها دیدار می‌کنند.
اخیراً جزایر پالومینو در نزدیک بندر کالائو به دلیل وجود جمعیت شیرهای دریایی اش، ناظرینی را به خود جذب نموده‌است.
موزه طلا، واقع در مونته ریکو در کنار موزه نساجی قرار گرفته که حتی از اولی نیز جالبتر است. در اینجا تقریباً به‌طور کامل می‌توان شاهد لباس‌ها و شنلهای نگهداری شده به قدمت هزار ساله بود که در بیابانهای بی آب و علف غربی پرو پیدا شده‌اند. همچنین در همان ساختمان، یک موزه اسلحه با دامنه گسترده‌ای از سلاح‌های عتیقه اسپانیایی یافت که در میان آن‌ها تفنگ شمخالی و تفنگ خاندار| تفنگهای قلابدار هستند.

## اماکن جالب
- مرکز تاریخی لیما
- سواحل و عرصه‌های آبی
- بخش آنسیون| آنسیون
  - بارانکوئیتو
  - آب شیرین (آگوادولسه)
  - لوس پاووس
  - لاس کاسکاداس (آبشارها)
  - لاس سامبریلا (سایه بانها)
  - کاستا لیندا (نوار ساحلی)

### موزه‌ها
- موزه طلا
- موزه دیوار لیما
- موزت ملت (موزیو دلا ناسیون)
- موزه مهاجرت ژاپنی
- موزه ملی باستان‌شناسی، انسان‌شناسی، و تاریخ پرو
- موزه تاریخ طبیعی، لیما
- موزه هنرها و سنتهای عامه پرو
- کاخ- موزه میگوئل گراو
- کاخ- موزه ریکاردو پالما
- موزه سربازان مورو دو آریکا
- موزه هنرهای ایتالیایی
- موزه کنگره و تحقیق
- عمارات استعماری
- کاخ عدالت (دادگستری)
- بنای ریماک
- کاخ فرماندار
- کلیسای اعظم لیما
- کلیسای سن لورنزو
- کلیسای سن روز لیما
- کنگره جمهوری
- کاخ شهرداری لیما
- تئاتر سیورا
- مرکز هنری لیما
- دیوارهای شهر لیما|پارک دیوارهای شهر لیما
- قصر برج تاگل
- میدان آچو
- میدان سن مارتین
- مؤسسه فرهنگ ملی
- پارک دانشگاه
- ایستگاه قطار متروک (دسامپارادوس)
- رستوران رز دریایی
- کودکستان پرز آرانیبار
- پارک قهرمانان دریایی

### جزایر
- جزیره سن لورنزو

### پارکهای تفریحی
- باغ وحش لیما، سن میگوئل
- گردشگاه ارابه سواری، ماگدالنا دل مار (کنار دریا)
- پارک دیتونا، چمندار (سورکو)
- مرکز ورزشی، میرافلورس (محصور)
- (پارک اسکیت روی یخ) آپولو، سن ایسدرو
- ورزشگاه سوار کاری لیما، چمندار (سورکو)
- کوشک مزرعه، کوریلوس
- مرکز ورزشی، بارانکو
- پارک کتیبه‌ها
- مرکز تفریحی اکولوژیکی هوچیپا